# شهرستان گارزه
شهرستان گارزه (به لاتین: Garzê County) یک منطقهٔ مسکونی در چین است که در ولایت خودمختار گارزئی تبتی واقع شده‌است. شهرستان گارزه ۷٬۳۶۴ کیلومتر مربع مساحت و ۶۸٬۵۲۳ نفر جمعیت دارد.